# Drug Resistance Updates
Drug Resistance Updates, abgekürzt Drug Resist. Update, ist eine wissenschaftliche Fachzeitschrift, die vom Elsevier-Verlag veröffentlicht wird. Derzeit erscheint die Zeitschrift mit sechs Ausgaben im Jahr. Es werden Übersichtsarbeiten veröffentlicht, die sich mit aktuellen Resistenzentwicklungen bei Infektions- und Tumorerkrankungen beschäftigen.
Der Impact Factor lag im Jahr 2024 bei 21.7. Nach der Statistik des ISI Web of Knowledge wurde das Journal 2014 in der Kategorie Pharmakologie und Pharmazie an siebenter Stelle von 254 Zeitschriften geführt.